# Diplazium prominulum
Diplazium prominulum är en majbräkenväxtart som beskrevs av William Ralph Maxon.
Diplazium prominulum ingår i släktet Diplazium och familjen Athyriaceae. Inga underarter finns listade i Catalogue of Life.